# Azazel (Marvel Comics)
Pour les articles homonymes, voir Azazel (homonymie).
Azazel est un super-vilain évoluant dans l'univers Marvel de la maison d'édition Marvel Comics. Créé par le scénariste Chuck Austen et le dessinateur Sean Phillips, le personnage de fiction apparaît pour la première fois dans le comic book Uncanny X-Men #428 en octobre 2003.
Son nom est inspiré du démon biblique Azazel. Ce mutant démoniaque des temps bibliques possède un pouvoir de téléportation. Il est un ennemi des X-Men et le père biologique du mutant Diablo (Kurt Wagner).
L'arc narratif Draco, qui révèle la véritable paternité de Diablo, a engendré des réactions controversées parmi les lecteurs des X-Men,,,.
Dans le film X-Men: First Class (2011) de Matthew Vaughn, l'acteur Jason Flemyng interprète le rôle d'Azazel.

## Biographie du personnage
Azazel est un mutant des temps bibliques et le leader des Neyaphems, mutants aux allures de démons. Ses projets de conquête de la Terre ont été contrés par les Cheyarafim, mutants aux allures d'anges. Il a été banni dans une autre dimension. Grâce à ses pouvoirs, il est capable de revenir sur Terre pendant de brèves périodes.
Il engendre de nombreux enfants dont Kurt Wagner / Diablo, Nils Styger / Abyss et Kiwi Black. Il utilise un lien mental avec sa progéniture pour les amener sur le lieu de son bannissement. Il souhaite utiliser ses enfants pour ouvrir un portail vers la dimension où il est prisonnier. Les X-Men arrivent à la rescousse de leur collègue Diablo et empêchent Azazel de retourner sur Terre.
Il prend la tête d'une bande de pirates démoniaques et ensemble ils saccagent l'au-delà. Kurt Wagner, tué par Bastion, se retrouve confronté une nouvelle fois à son père.

## Pouvoirs et capacités
Azazel est un mutant de la race des Neyaphem, très ancien et à l’apparence démoniaque.
En complément de ses pouvoirs, c'est est un excellent bretteur.
- Azazel possède un pouvoir de téléportation similaire à celui de son fils Diablo. Il est capable de se téléporter en ouvrant un portail vers une autre dimension, et de revenir à son point de départ en ouvrant un second portail[1].
- Il est aussi doué d'une agilité surhumaine et semble également immortel (ou posséder une longévité grandement supérieure à celle des humains)[1].
- C'est également un métamorphe, capable d’altérer légèrement son apparence pour prendre l'aspect d'un être humain normal[1].
- Il peut générer des rayons d'énergie paralysante et manipuler les esprits des autres.
- Il possède un lien mental avec ses enfants et semble être capable de les contrôler, mais de manière très limitée[1].

À l'instar des autres Neyaphem, Azazel est allergique au sang des Cherayafim, d'autres mutants très anciens ayant l’apparence d’anges.

## Version alternative
Azazel possède une version alternative de lui-même dans la réalité d'Age of Apocalypse.

## Apparitions dans d'autres médias
Sauf indication contraire, les informations mentionnées dans cette section peuvent être confirmées par la base de données cinématographiques IMDb,  présente dans la section « Liens externes ».

### Cinéma
Interprété par Jason Flemyng dans la deuxième trilogie X-Men
- 2011 : X-Men : Le Commencement de Matthew Vaughn :

Azazel fait partie du Club des damnés dirigé par Sebastian Shaw. Il participe à la bataille opposant les premiers X-Men au large de Cuba, durant la guerre froide.
- 2014 : X-Men: Days of Future Past de Bryan Singer :

Azazel est l'un des mutants ayant été tués par Bolivar Trask. Mystique fond en larmes lorsqu'elle trouve un rapport d'autopsie qui confirme sa mort.
Nouvelle continuité Marvel à la suite du rachat de la Fox par Disney
- 2024 : Deadpool & Wolverine de Shawn Levy : Interprété par Eduardo Gago Muñoz (également cascadeur sur le film). Azazel est l'un des mutants du Vortex au service de Cassandra Nova. Il se bat contre l'équipe de Deadpool et Wolverine[12].

#### Autour des films
Dans le film X-Men : Le Commencement (2011), l'acteur Jason Flemyng a eu besoin de longues heures de maquillage pour son rôle ; la queue d'Azazel est rajoutée grâce à des images de synthèse en post-production.
Les personnages du film ont été adaptés en figurines par la société Diamond Select Toys.